# Francesca Šimuniová
Francesca Šimuniová OSB (* 4. März 1973 in Brandýs nad Labem, Tschechoslowakei als Stanislava Šimuniová) ist eine tschechische Benediktinerin und seit 2021 Äbtissin der Abtei Venio.

## Leben
Šimuniová wuchs in einer evangelischen Familie in Brandýs nad Labem auf. Wie ihre Mutter und ihre Geschwister wurde sie evangelisch getauft. Ihr römisch-katholischer Vater stammte aus der Slowakei und war seit seinen Jugendtagen Kommunist. Šimuniová studierte Sonderpädagogik an der Karls-Universität, bevor sie im sozialen und karitativen Bereich arbeitete; unter anderem in der lutherischen Heimvolkshochschule in Hermannsburg. 2001 besuchte sie eine internationale Schule in Dänemark, danach wirkte sie in der Prager Caritas, wo sie die katholische Liturgie kennenlernte. Von diesen Erfahrungen bewegt, machte sie im Stift Břevnov Kloster auf Zeit und konvertierte später zum römisch-katholischen Glauben.
Von 2003 bis 2020 wirkte sie als Beauftragte der Aktion Sühnezeichen Friedensdienste in der Tschechischen Republik. 2008 begann sie das Noviziat in der Abtei Venio, wo sie den Ordensnamen Francesca annahm, der an Franziska von Rom erinnert. Nach der zeitlichen Profess wirkte Šimuniová in der Prager Niederlassung ihrer Ordensgemeinschaft auf dem Weißen Berg am Rand der Stadt. 2014 legte sie die feierliche Profess ab. Sie ist in der ökumenischen Bewegung und im interreligiösen Dialog engagiert.
Am 2. Januar 2021 wählte das Kapitel der Abtei Venio Šimuniová zur Äbtissin. Sie folgte Carmen Tatschmurat nach, welche das Kloster seit 2010 als Priorin, ab 2013 als erste Äbtissin leitete. Die Benediktion spendete der Erzbischof von München, Reinhard Marx, am 13. Februar 2021.